# Mesosemia metope
Mesosemia metope is een vlindersoort uit de familie van de prachtvlinders (Riodinidae), onderfamilie Riodininae.
Mesosemia metope werd in 1859 beschreven door Hewitson.